# George Piranian
George Piranian (en armenio: Գևորգ Փիրանեան; Zürich, 2 de mayo de 1914 - 31 de agosto de 2009) fue un matemático helvético-estadounidense. Piranian fue internacionalmente conocido por su investigación en el análisis complejo asociado con Paul Erdős. También fue cofundador de la Michigan Mathematical Journal.

## Biografía
Piranian nació en el seno de una familia de origen armenio. De hecho su nombre original era Gevorg. Su familia emigró a Logan (Utah) en 1929. Allí, se graduó en agricultura y botánica en la Universidad Estatal de Utah en 1937. Sus primeros contactos con las matemáticas fue en Hertford College de Oxford.
A su vuelta a los Estados Unidos, Piranian se doctoró en matemáticas bajo la tutela de Szolem Mandelbrojt en la Universidad Rice (1943). La disertación de Piranian se tituló A Study of the Position and Nature of the Singularities of Functions Given by Their Taylor Series. Después de esto, Piranian se unió a la facultad de matemáticas de la Universidad de Michigan en 1945.
La colaboración de Piranian fue muy reconocida en el ámbito de las matemáticas. En 1952, Piranian junto a Paul Erdős, Fritz Herzog y Arthur J. Lohwater, fundaron la Michigan Mathematical Journal. Piranian fue el coautor de investigaciones con Erdős y Herzog, hecho que le concedió el Número de Erdős por uno.
Como profesor, las clases de Piranian fueron fuente de inspiración para futuros investigadores como Theodore Kaczynski. Piranian también fue asesor del Programa de Honores de la Facultad de Literatura, Ciencias y Artes de la Universidad de Michigan.